# Will Merrick (Schauspieler)
William „Will“ Charles Merrick (* 9. April 1993 in Ledbury, Herefordshire, England) ist ein britischer Schauspieler.

## Leben
Will Merrick trat zunächst als Mitglied der Jugendtheatergruppe Close up Theatre auf, unter anderem beim Edinburgh Festival Fringe. Mit 18 Jahren gründete er seine eigene No Prophet Theatre Company, mit der er 2012 erneut beim Edinburgh Festival Fringe mit einer Inszenierung von Simon Stephens′ Theaterstück Punk Rock auftrat.
Merrick gab sein Filmdebüt 2011 in der Fernsehserie Skins – Hautnah als Aloysius „Alo“ Creevey. Die Rolle brachte ihm im Februar 2012 den RTS Award als bester Schauspieler ein.
2013 war Merrick in der romantischen Tragikomödie Alles eine Frage der Zeit an der Seite von Domhnall Gleeson und Bill Nighy als Jay zu sehen. Von 2017 bis 2018 übernahm Merrick in der Dramaserie Poldark die Rolle des Arthur Solway. Ab dem Jahr 2019 spielte Merrick in der Sitcom Dead Pixels die Rolle des Nicholas „Nicky“ Kettle.

## Filmografie
- 2011–2012: Skins – Hautnah (Skins UK, Fernsehserie, 18 Episoden)
- 2012: In with the Flynns (Fernsehserie, 1 Episode)
- 2013: Doctor Who (Fernsehserie, 1 Episode)
- 2013: Alles eine Frage der Zeit (About Time)
- 2013: Coming Up (Fernsehserie, 1 Episode)
- 2013: Atlantis (Fernsehserie, 1 Episode)
- 2015: Count Arthur Strong (Fernsehserie, 1 Episode)
- 2016: The Rack Pack
- 2016: Brief Encounters (Miniserie, 6 Episoden)
- 2017: Modern Life Is Rubbish
- 2017–2018: Poldark (Fernsehserie, 5 Episoden)
- 2019–2021: Dead Pixels (Fernsehserie, 12 Episoden)
- 2021: A Classic Horror Story
- 2023: Silo (Fernsehserie, 2 Episoden)
- 2023: Barbie
- 2024: My Lady Jane (Fernsehserie)
- 2025: F1

## Theatrografie
- 2010 The History Boys (Edinburgh Festival Fringe)
- 2011: Death of a Salesman (Edinburgh Festival Fringe)
- 2012: Punk Rock (Edinburgh Festival Fringe)
- 2013: Wendy & Peter Pan (The Royal Shakespeare Theatre, Stratford-Upon-Avon)
- 2014–2015: Merlin (Royal & Derngate, Northampton)[5]
- 2016: The Libertine (Theatre Royal Haymarket, London)
- 2018: All’s Well That Ends Well (Sam Wanamaker Playhouse, London)
- 2018: Death of a Salesman (Royal Exchange, Manchester)